# Baškirska kuhinja
Baškirska kuhinja (baškirsko bashkort ash-һyuy) je tradicionalna kuhinja Baškirjev. Njihov način življenja in prevlada govedoreje sta prispevala h kulturi, tradiciji in kulinariki Baškirjev.

## Tradicionalne jedi in proizvodi
Baškirske jedi vsebujejo majhno število klasičnih začimb: uporabljata se samo črna in rdeča paprika. Druga značilnost baškirskih jedi je obilica mesa v vseh toplih jedeh in prigrizkih. Ljubezen Baškirov do konjske klobase kazy in konjske maščobe si zasluži posebno pozornost: Baškiri radi jedo konjsko meso z debelimi rezinami maščobe, sprano s kislo juho kurot (fermentirani mlečni izdelek), ki nevtralizira učinke takšne količine maščobe. Polnomadski način življenja (govedoreja) je privedel do nastanka široke palete izdelkov za dolgoročno skladiščenje. Glavnina baškirskih narodnih jedi je kuhano in posušeno konjsko meso, jagnjetina, mlečni izdelki, suho jagodičevje, posušena žita, med. Primeri so jedi, kot so kazy (konjska klobasa), kaklangan it (zelo začinjena, na zraku sušena govedina), pastile, kumis, seyale hary may (češnje v gheeju), muyyl mayi, eremsek (skuta) in ayran (hladna slana pijača na osnovi jogurta)  –  vse te jedi so razmeroma dolgo shranjene tudi v poletni vročini in jih je priročno vzeti s seboj na pot.
Tradicionalna baškirska jed bišmarmak je pripravljena iz kuhanega mesa in salme (vrsta grobo sesekljanih rezancev), obilno posuta z zelišči in čebulo ter začinjena s kurotom. To je še ena opazna značilnost baškirske kuhinje: mlečne izdelke pogosto postrežejo k jedem – kurot ali kislo smetano. Večino baširskih jedi je enostavno kuhati in hraniti.
Jedi, kot so ajran, buza (pijača iz pšenice ali ovsene kaše), kazy, katlama, kumis, manti (vrsta cmoka), ojre (juha), umas-aši in mnoge druge, veljajo za nacionalne jedi mnogih ljudstev od Uralskih gora do Daljnega vzhoda.

### Baškirski med
Baškirski med je znan po svojem okusu in je v ponos Baškirjem. Brez pravega baškirskega medu ni mogoča niti ena čajanka, sendvič s svežo rustikalno kislo smetano je eden od primerov baškirske nacionalne kuhinje. Za Baškire je stvar časti posedovanje pravega baškirskega medu (čebela Burzyan), ki ga proizvajajo sorodniki, čebelarji.

### Kumis
Kumis je nacionalna zdravilna pijača Baškirjev. Sposobnost priprave slastnega kumisa je že dolgo cenjena in se prenaša iz generacije v generacijo. Za kumis so primerne posebne pasme konj (baškirski konj). Kumis uživajo svež, sicer hitro zakisa in izgubi zdravilne lastnosti. Vsebuje majhno količino alkohola.

### Sodobne baškirske jedi
Sodobne baškirske jedi so ohranile vso izvirnost tradicionalne baškirske kuhinje in jo dopolnile, popestrile paleto izdelkov in postregle. Kljub obilju in razkošju sodobnih jedi tradicionalne jedi zavzemajo posebno mesto v baškirski kuhinji in na praznični mizi. Za praznično baškirsko mizo bodo zagotovo bišbarmak, kazi, hurpa (juha-bujona), bukken ali čak-čak.

## Baškirska čajanka
Baškiri imajo priljubljen izraz – »pijte čaj«. Za tem izrazom se skriva povabilo na baškirsko čajanko s pitami, jujaso, kuhanim mesom, klobasami, sirovim pecivom, kislo smetano, marmelado, medom in vsem, s čimer gostitelj razpolaga. »Pitje čaja« pri Baškirih pomeni »mali prigrizek« – očitno je, da lahko tak »čaj« nadomešča zajtrk ali kosilo s svojo polnostjo.
Baškiri vedno pijejo čaj z mlekom: gostov niti ne vprašajo ali naj čaju dodajo mleko. Tradicija dodajanja mleka čaju je tako stara, da je v nekaterih regijah vprašanje, kdaj mleku dodajati skodelico, predmet razprave: pred vlivanjem čaja ali po njem.

## Praznična miza
Ob praznikih Baškiri pripravljajo posebne jedi: bišbarmak, čak-čak, beliš, gubadija in druge. Čak-čak je obvezen za vsako praznično mizo. Na praznični pojedini je običajno, da vsak gost ponudi uluš - delež divjadi (ovna, gosi itd.) Baškiri imajo ob posebnih priložnostih veliko prazničnih jedi: kejeu-bilmene (pelmeni) – posebni majhni cmoki pripravljena za poroko v čast ženina, keelen-tukmasi (rezanci) – posebni rezanci, ki jih nevesta pripravi, da pokaže svojo sposobnost: takšni rezanci naj bodo še posebej tanki in drobljivi.
Čak-čak, ki ga je pripravila nevesta, je obvezen del poročnega rituala – z opranimi rokami nevesta vsem gostom po poroki da kos čak-čaka v usta. Kaz-oemahe je posebna priložnost za praznično pojedino, ko gostitelj povabi sosede na pomoč pri goseh; zvečer ob koncu dela gostitelj vse pogosti s svežo gosko.

## Prepovedi hrane
Prevladujoče prepovedi hrane so bile povezane z verskimi tradicijami. Prepovedana hrana je vključevala svinjino, mesojede živali in perutnino (meso sokolov, jastrebov ali smrdokavre), kače in žabe. Prav tako je bilo nemogoče jesti meso labodov in žerjavov (baškirski totemi). Nemogoče je bilo jesti: ščitnice, hrbtenjača, vranica. Od rib je nezaželeno jesti ribe tistih vrst, ki nimajo lusk.
- Beremes s skuto
- Rezanci
- Kistibi (vrsta tortilje z nadevom)
- Gos
- Beljaš (odprta pita iz nekvašenega ali kvašenega testa z mletim mesom, ocvrto na olju)

## Zamizni bonton
Tradicionalna pravila miznega bontona vključuje naslednje:
- Hrano je treba postreči takoj ob prihodu.
- Na mizi bi moralo biti liho število kolačev, vendar ne manjše od števila gostov.
- Gostitelj se najprej dotakne hrane.
- Najprej je postrežen najstarejši gost.
- Gostitelj preneha jesti, takoj ko gost preneha jesti.
- Če je premalo hrane in je gost lačen, naj gostitelj poje čim manj, da čim bolj poveča nasičenost gosta.
- Hrano in pijačo se jemlje samo z desno roko.
- Sveže pečenega kruha se ne reže z nožem, ne odgrizne se cele tortilje.
- Iz skupne jedi se vzame slabšo hrano, najboljšo pa se prepusti drugim.
- Med obrokom se ohranja mir z lastnikom in se mu zdite vedri in veseli.
- Na koncu obroka molite za dobro počutje gostitelja